# Albert Brennink
Albert Brennink, Albert Franz Brenninkmeijer, (Amsterdam, 1924) is een in Nederland geboren dichter, kunstschilder en architect.
Hij is zoon van Duitse ouders uit de familie Brenninkmeijer, waarvan de uit Mettingen afkomstige vader kortstondig winkelier/koopman was in Amsterdam.
Hij groeide op in Berlijn-Lichtervelde, studeerde aan een gymnasium in Osnabrück en moest vervolgens zijn dienstplicht vervullen. Na de Tweede Wereldoorlog begon hij aan het koopmanschap. Hij verruilde die in 1952 voor een studie architectuur bij Jan Rebel en Alexander Kropholler. Er volgde ook een studie aan de Rheinisch-Westfälische Technische Hochschule in Aken. Vanaf 1954 voerde hij praktijk met bouwwerken in Nederland en Duitsland. Hij hield zich voornamelijk bezig met eengezinswoningen, jeugdinstellingen en kerken. Door de recessie in de jaren zeventig moest hij echter zijn architectenbureau sluiten. Hij begon aan een muziekuitgeverij; Edition Chroma. In 1979 emigreerde hij naar Vancouver Island, Canada, startte een boerenleven, maar nam de muziekuitgeverij mee. In 2009 keerde hij terug naar Europa om zich te vestigen in Münsterland. In 2016 ging hij verder met zijn onderzoek naar een vernieuwd universeel te gebruiken notenschrift.
Onder zijn naam Albert Brenninkmeijer verscheen Strukturale Architektur, alleen verkrijgbaar in Engels en Duits bij uitgeverij Thoth. Hij dicht, schildert en onderzoekt muziek onder de naam Albert Brennink.